# S9 AL 901 à 980
Les S9 AL 901 à 980 sont des locomotives à tender séparé, affectées à la traction des trains rapides et des express sur le réseau de la compagnie des chemins de fer d'Alsace - Lorraine.

## Histoire
Une série de 80 locomotives de type 230, est commandée par la  Direction générale impériale des chemins de fer d'Alsace-Lorraine (EL), pour assurer la traction des trains rapides  . Elles sont livrées entre 1906 et 1909 et forment la série 251 à 330.
En 1912, elles sont numérotées 901 à 980. En 1918 après l'armistice, le réseau est exploité par la compagnie des chemins de fer d'Alsace Lorraine qui conserve les numéros.
En 1938, lors de la création de la SNCF, elles deviennent les 1-230 D 901 à 980.
La  dernière locomotive disparait en 1956.

## La construction
N° 901 à 906, livrées par la SACM en 1907
N° 907 à 919, livrées par la SACM en 1907
N° 920 à 926, livrées par la SACM en 1907
N° 927 à 936, livrées par la SACM en 1907
N° 937 à 965, livrées par la SACM en 1908
N° 966 à 980, livrées par Henschel en 1908

## Description
Ces locomotives correspondent au type S9 des chemins de fer alsaciens. Elles ont un moteur compound à 4 cylindres. Les cylindres à haute pression sont à l'extérieur du chassis. Les cylindres à basse pression à l'intérieur.
Le premier essieu est entrainé par les cylindres BP, le second par les cylindres HP.
La chaudière est équipée d'un foyer Belpaire. Le dôme se trouve à l'aplomb du premier essieu moteur. La distribution est du type Heusinger.

## Caractéristiques
Longueur : 10,6 m
Poids de la locomotive: 68,2 t
Poids du tender: 54,7 t
Capacité du tender en eau: 20 m3
Capacité du tender en charbon: 5 t
Timbre: 16 kg
Surface de grille : 2,75 m2
Surface de chauffe: 208,75 m2
Diamètre des roues (motrices): 1 980 mm
Diamètre des roues (porteuses): 950 mm
Dimensions des cylindres HP (haute pression), alésage x course: 340 x 640 mm
Dimensions des cylindres BP (basse pression), alésage x course: 530 x 640 mm
Vitesse maximum: 100 km/h